# Jasmine Camacho-Quinn
Jasmine Quinn Camacho (North Charleston, 21 de agosto de 1996) es una atleta estadounidense de ascendencia puertorriqueño especializada en 100 metros vallas. En los juegos de Tokio 2020, celebrados en 2021, se convirtió en la primera atleta de origen afro-latino en ganar una medalla de oro representando a Puerto Rico en los Juegos Olímpicos.En los juegos Paris 2024 ganó bronce, convirtiéndose en la única puertorriqueña en ganar dos medallas olímpicas.

## Biografía

### Primeros años
Proveniente de una familia de atletas, sus padres James y María competían en atletismo en la Charleston Southern University de North Charleston, Carolina del Sur. Su madre, María Camacho, nació en Trujillo Alto, Puerto Rico, hasta los 9 años en que la familia se trasladó a Nueva Jersey. Robert Quinn, jugador de fútbol americano, es su hermano. Fue miembro del equipo femenino de atletas, Kentucky Wildcats, de la Universidad de Kentucky, donde también perteneció anteriormente la atleta Kendra Harrison quien, en 2016, estableció el récord mundial de 100 metros vallas con un tiempo de 12:20.

### Vida profesional
En 2016, participó en los juegos Olímpicos de Río de Janeiro en los 100 metros vallas donde se clasificó para semifinales, pero tropezó con las últimas tres vallas y no pudo terminar la carrera. En 2021, en la misma disciplina, ganó la medalla de oro de los Juegos Olímpicos de verano de 2020 de Tokio, estableciendo un nuevo récord olímpico en las semifinales, con un tiempo de 12:26, superando la marca anterior de la australiana Sally Pearson (12:35) de 2012; y siendo la cuarta mejor marca de la historia.
En 2024, en los Juegos Olímpicos de París 2024 obtuvo una medalla de bronce en 100 metros vallas, con un tiempo de 12.36 segundos.

## Palmarés internacional
| Juegos Olímpicos | Juegos Olímpicos | Juegos Olímpicos                    | Juegos Olímpicos  |
| Año              | Lugar            | Medalla                             | Prueba            |
| ---------------- | ---------------- | ----------------------------------- | ----------------- |
| 2020             | Tokio (Japón)    | Medalla de oro, Juegos Olímpicos    | 100 metros vallas |
| 2024             | París (Francia)  | Medalla de bronce, Juegos Olímpicos | 100 metros vallas |